# 波萨德拉萨尔
波萨德拉萨尔，是西班牙卡斯蒂利亚-莱昂布尔戈斯省的一个市镇。总面积82平方公里，总人口392人（2001年），人口密度5人/平方公里。